# ヴォル県
ヴォル県（エストニア語: Võru maakond）は、エストニアを構成する15の県の一つである。エストニア南東部に位置し、東にロシア、南にラトビアと接する。

## 文化
2014年に、ユネスコの無形文化遺産にヴォル県のスモーク・サウナの伝統が登録された。